# Éclaires
Éclaires és un municipi francès, situat al departament del Marne i a la regió del Gran Est. L'any 2007 tenia 88 habitants.

## Demografia

### Població
El 2007 la població de fet d'Éclaires era de 88 persones. Hi havia 36 famílies, de les quals 12 eren unipersonals (8 homes vivint sols i 4 dones vivint soles), 8 parelles sense fills i 16 parelles amb fills.
La població ha evolucionat segons el següent gràfic:
Habitants censats

### Habitatges
El 2007 hi havia 52 habitatges, 35 eren l'habitatge principal de la família, 8 eren segones residències i 9 estaven desocupats. 45 eren cases i 7 eren apartaments. Dels 35 habitatges principals, 23 estaven ocupats pels seus propietaris i 12 estaven llogats i ocupats pels llogaters; 1 tenia dues cambres, 5 en tenien tres, 9 en tenien quatre i 20 en tenien cinc o més. 35 habitatges disposaven pel capbaix d'una plaça de pàrquing. A 21 habitatges hi havia un automòbil i a 11 n'hi havia dos o més.

### Piràmide de població
La piràmide de població per edats i sexe el 2009 era:
| Homes | Edats   | Dones |
| ----- | ------- | ----- |
| 0     | 95 o +  | 0     |
| 0     | 90 a 94 | 0     |
| 0     | 85 a 89 | 0     |
| 0     | 80 a 84 | 0     |
| 0     | 75 a 79 | 4     |
| 0     | 70 a 74 | 4     |
| 4     | 65 a 69 | 0     |
| 8     | 60 a 64 | 4     |
| 0     | 55 a 59 | 4     |
| 0     | 50 a 54 | 0     |
| 0     | 45 a 49 | 0     |
| 0     | 40 a 44 | 0     |
| 0     | 35 a 39 | 8     |
| 8     | 30 a 34 | 0     |
| 4     | 25 a 29 | 4     |
| 0     | 20 a 24 | 0     |
| 0     | 15 a 19 | 0     |
| 0     | 10 a 14 | 0     |
| 4     | 5 a 9   | 8     |
| 0     | 0 a 4   | 4     |

## Economia
El 2007 la població en edat de treballar era de 51 persones, 39 eren actives i 12 eren inactives. De les 39 persones actives 36 estaven ocupades (22 homes i 14 dones) i 3 estaven aturades (1 home i 2 dones). De les 12 persones inactives 2 estaven jubilades, 4 estaven estudiant i 6 estaven classificades com a «altres inactius».
Activitats econòmiques
Dels 2 establiments que hi havia el 2007, 1 era d'una empresa de fabricació d'altres productes industrials i 1 d'una empresa de construcció.
L'únic servei als particulars que hi havia el 2009 era una empresa de construcció.
L'any 2000 a Éclaires hi havia 4 explotacions agrícoles.

## Poblacions més properes
El següent diagrama mostra les poblacions més properes.